# 4년

## 연호
- 전한(前漢) 원시(元始) 4년

## 기년
- 전한(前漢) 평제(平帝) 4년
- 신라(新羅) 혁거세 거서간(赫居世 居西干) 61년 / 남해 차차웅(南解次次雄) 원년
- 고구려(高句麗) 유리명왕(瑠璃明王) 23년
- 백제(百濟) 온조왕(溫祚王) 22년

## 사건
- 음력 3월 - 혁거세 거서간이 죽었다. 사릉에 장사지냈는데, 능은 담암사(曇巖寺) 북쪽에 있다.[1]
- 음력 7월 - 낙랑의 군사가 신라에 와서 금성을 몇 겹으로 둘러쌌다. 남해 차차웅이 좌우의 신하들에게 말하였다. “두 성인이 나라를 버리시고 내가 나라 사람들의 추대로 그릇되이 왕위에 있어, 두려움이 마치 냇물을 건너는 것과 같다. 지금 이웃 나라가 와서 침범하니, 이는 내가 덕이 없는 까닭이다. 이를 어찌하면 좋겠는가?” 좌우의 신하들이 대답하였다. “적(賊)이 우리가 국상(國喪)을 당하였음을 다행으로 여겨서 망령되게 군사를 이끌고 왔으니 하늘이 반드시 도와주지 않을 것입니다. 지나치게 두려워하지 않아도 됩니다.” 적이 잠시 후에 물러갔다.[2]
- 8월 - 백제, 말갈을 부근현(父斤峴)에서

## 탄생
- 예수 그리스도
- 고구려(高句麗)의 3대 태왕(太王) 대무신왕(大武神王)

## 사망
- 신라(新羅)의 초대 국왕(國王) 혁거세 거서간(赫居世 居西干)
- 신라(新羅)의 왕후(王后) 알영부인(閼英夫人)

## 기타
- 4년마다 올림픽, 월드컵 등이 개최된다.

## 같이 보기
- 로마 건국 원년

## 참고 문헌
- 김부식 (1145). 〈권제1〉. 《삼국사기》.